# 宇野藤吉
宇野 藤吉（うの とうきち、1868年11月22日〈明治元年10月9日〉 - 没年不明）は、日本の商人（雑貨商、毅粉商）、実業家。貝塚紡織相談役。族籍は大阪府平民。

## 経歴
大阪府・鳥居伊平の弟。1893年8月、宇野庄壽計の養子となる。1918年、分家する。雑貨商を営み、傍ら会社の重役である。貝塚織物、貝塚紡織、東洋商工各社長、貝塚銀行監査役、泉醤油取締役などをつとめる。

## 人物
住所は大阪府泉南郡貝塚町北（現・貝塚市）。

## 家族・親族
宇野家
- 養父・庄壽計[1][10]
- 義弟、養弟・茂兵衛（1887年 - ?、宇野製粉所代表社員）[2]
  - 同妻・ミツ（大阪、鳥居伊平の長女）[1][2]
- 妻・ひさ（1869年 - ?、宇野庄壽計の二女）[1][2][3]
- 三男・亀三郎（1901年 - ?、鋳造製粉業、飼料商）[11]
  - 同妻（1908年 - ?、和歌山、前田穣の妹）[11]
- 四男[8]